# Näraby
Näraby är en by i Okome socken,  Falkenbergs kommun. Inom byns gamla gränser ligger Stora Rönnesjön, men även Fagaredssjön, Lilla Maresjö, Lilla Rönnesjön samt Stora och Lilla Angsjön ligger alla fem delvis inom byns ursprungliga ägovidder. Samtliga dessa insjöar ingår i Ätrans huvudavrinningsområde. Grannbyn Pisslebol har under 1900-talet slagits samman med byn och ingår numera (2012) i dess fastigheter.